# Cristián Suárez
Cristián Fernando Suárez Figueroa  (San Felipe, Chile, 6 de febrero de 1987) es un futbolista profesional chileno que se desempeña como defensa central y actualmente milita en Palestino de la Primera División de Chile.

## Trayectoria
Comenzó su carrera futbolística en las divisiones inferiores de Unión San Felipe, donde sobresalió en cada una de las series del club del Valle del Aconcagua. 
Destacó en la clasificación de la selección chilena sub-20 a la Copa Mundial de 2007 de Canadá, compartiendo equipo junto a baluartes como Mauricio Isla, Arturo Vidal, Alexis Sánchez, Gary Medel, Cristopher Toselli y Carlos Carmona. Durante el certamen, se convirtió en una de las figuras del equipo que logró el tercer lugar, lo que le valió fichar por el Corinthians de Brasil. Sin embargo, tuvo nula participación en el cuadro paulista, por lo que el año 2008 fichó por Chacarita Juniors de Argentina, club donde pudo consolidarse como titular, llegando así a ser uno de los jugadores con más partidos jugados durante la temporada 2008-09, logrando el ascenso a Primera División para la siguiente temporada. 
El segundo semestre del año 2009 retornó a Chile, firmando contrato por un año con O'Higgins de Rancagua de la Primera División de Chile.

## Selección nacional

### Selección Sub-20
En diciembre de 2006, fue incluido en la nómina definitiva de 20 jugadores convocados por José Sulantay para disputar el Sudamericano Sub-20 de 2007 de Paraguay.

#### Participaciones en Sudamericanos
| Torneo                      | Sede     | Resultado    |
| --------------------------- | -------- | ------------ |
| Sudamericano Sub-20 de 2007 | Paraguay | Cuarto lugar |

#### Participaciones en Copas del Mundo
En junio de 2007, fue ratificado en la nómina de 21 jugadores que viajaron a Canadá para disputar la Copa Mundial Sub-20 durante los meses de junio y julio.
| Mundial                     | Sede   | Resultado    |
| --------------------------- | ------ | ------------ |
| Copa Mundial Sub-20 de 2007 | Canadá | Tercer lugar |

## Estadísticas
| Club                         | Div           | Temporada     | Liga  | Liga  | Copas nacionales | Copas nacionales | Torneos internacionales | Torneos internacionales | Total | Total |
| Club                         | Div           | Temporada     | Part. | Goles | Part.            | Goles            | Part.                   | Goles                   | Part. | Goles |
| ---------------------------- | ------------- | ------------- | ----- | ----- | ---------------- | ---------------- | ----------------------- | ----------------------- | ----- | ----- |
| Chacarita Juniors Argentina  | 2.ª           | 2008-09       | 33    | 0     | —                | —                | —                       | —                       | 33    | 0     |
| Chacarita Juniors Argentina  | Total club    | Total club    | 33    | 0     | 0                | 0                | 0                       | 0                       | 33    | 0     |
| O'Higgins · Chile            | 1.ª           | 2009          | 6     | 0     | —                | —                | —                       | —                       | 6     | 0     |
| O'Higgins · Chile            | 1.ª           | 2010          | 11    | 0     | —                | —                | —                       | —                       | 11    | 0     |
| O'Higgins · Chile            | Total club    | Total club    | 17    | 0     | 0                | 0                | 0                       | 0                       | 17    | 0     |
| Unión San Felipe · Chile     | 1.ª           | 2010          | 16    | 0     | 4                | 0                | 4                       | 0                       | 24    | 0     |
| Unión San Felipe · Chile     | Total club    | Total club    | 16    | 0     | 4                | 0                | 4                       | 0                       | 24    | 0     |
| SC Olhanense Portugal        | 1.ª           | 2010-11       | 7     | 0     | —                | —                | —                       | —                       | 7     | 0     |
| SC Olhanense Portugal        | Total club    | Total club    | 7     | 0     | 0                | 0                | 0                       | 0                       | 7     | 0     |
| Cobreloa · Chile             | 1.ª           | 2011          | 17    | 0     | —                | —                | —                       | —                       | 17    | 0     |
| Cobreloa · Chile             | 1.ª           | 2012          | 31    | 2     | 10               | 0                | 4                       | 0                       | 45    | 2     |
| Cobreloa · Chile             | 1.ª           | 2013          | 17    | 3     | —                | —                | —                       | —                       | 17    | 3     |
| Cobreloa · Chile             | 1.ª           | 2013-14       | 28    | 0     | 6                | 1                | 3                       | 0                       | 37    | 1     |
| Cobreloa · Chile             | 1.ª           | 2014          | —     | —     | 2                | 0                | —                       | —                       | 2     | 0     |
| Cobreloa · Chile             | Total club    | Total club    | 93    | 5     | 18               | 1                | 7                       | 0                       | 118   | 6     |
| Universidad de Chile · Chile | 1.ª           | 2014-15       | 24    | 1     | —                | —                | 3                       | 0                       | 27    | 1     |
| Universidad de Chile · Chile | 1.ª           | 2015-16       | 17    | 3     | 7                | 1                | 2                       | 0                       | 26    | 4     |
| Universidad de Chile · Chile | Total club    | Total club    | 41    | 4     | 7                | 1                | 5                       | 0                       | 53    | 5     |
| Everton · Chile              | 1.ª           | 2016-17       | 28    | 2     | 8                | 1                | 2                       | 0                       | 38    | 3     |
| Everton · Chile              | 1.ª           | 2017          | 15    | 0     | 1                | 0                | —                       | —                       | 16    | 0     |
| Everton · Chile              | 1.ª           | 2018          | 28    | 2     | 1                | 0                | 2                       | 0                       | 31    | 2     |
| Everton · Chile              | 1.ª           | 2019          | 24    | 0     | 6                | 0                | —                       | —                       | 30    | 0     |
| Everton · Chile              | 1.ª           | 2020          | 32    | 0     | —                | —                | —                       | —                       | 32    | 0     |
| Everton · Chile              | Total club    | Total club    | 127   | 4     | 16               | 1                | 4                       | 0                       | 147   | 5     |
| Palestino · Chile            | 1.ª           | 2021          | 32    | 3     | 6                | 1                | 8                       | 0                       | 46    | 4     |
| Palestino · Chile            | 1.ª           | 2022          | 28    | 1     | 2                | 0                | —                       | —                       | 30    | 1     |
| Palestino · Chile            | 1.ª           | 2023          | 23    | 1     | 3                | 0                | 7                       | 0                       | 33    | 1     |
| Palestino · Chile            | 1.ª           | 2024          | 27    | 5     | 3                | 0                | 14                      | 1                       | 44    | 6     |
| Palestino · Chile            | 1.ª           | 2025          | 14    | 1     | 4                | 0                | 6                       | 0                       | 24    | 1     |
| Palestino · Chile            | Total club    | Total club    | 134   | 11    | 18               | 1                | 35                      | 1                       | 177   | 13    |
| Total carrera                | Total carrera | Total carrera | 468   | 24    | 61               | 4                | 55                      | 1                       | 571   | 29    |
| 1. 2. 3.                     |               |               |       |       |                  |                  |                         |                         |       |       |

## Palmarés

### Campeonatos nacionales
| Título                          | Club                 | País   | Año    |
| ------------------------------- | -------------------- | ------ | ------ |
| Campeonato Brasileño de Serie B | Corinthians          | Brasil | 2008   |
| Primera División                | Universidad de Chile | Chile  | 2014-A |
| Supercopa de Chile              | Universidad de Chile | Chile  | 2015   |
| Copa Chile                      | Universidad de Chile | Chile  | 2015   |

### Distinciones individuales
| Distinción                             | Año  |
| -------------------------------------- | ---- |
| Goleador de la Supercopa de Chile      | 2015 |
| Mejor jugador de la Supercopa de Chile | 2015 |